# 김녕리 묘산봉 광산김씨 방묘
김녕리 묘산봉 광산김씨 방묘는 대한민국 제주특별자치도 제주시 구좌읍 김녕리에 있는 무덤이다. 2003년 8월 6일 제주특별자치도의 기념물 제60-1호로 지정되었다.

## 개요
괴살메는 일주도로에서 보면 고양이의 등같이 구부정하게 굽어 있는 형상을 하고 있다. 이 오름은 김녕리 일주도록변 입구에서 남쪽으로 1km정도에 위치하며, 남쪽을 향해 화구가 벌어진 말굽형 화산체이다. 남동쪽 기슭에는 고려 공민왕 17년(1368년)에 입도한 광산 김씨 제주 입도조 김윤조의 묘가 있는데 이 묘는 고려 양식인 석광방묘 묘형의 원형을 잘 보존하고 있다. 그리고 그 아래쪽에는 그의 증조부인 김수장군(삼별초난 때 관군의 부장을 전사)을 추모하기 위한 사적비가 후손들에 의해 세워져 있음을 볼 수 있다. 오른 사면은 행송이 주종을 이루면서 아카시아나무와 소나무, 삼나무 등 상록활엽수림으로 숲을 형성하고 있으며, 그 밑으로는 백량금, 백서향, 섬새우난, 보춘화가 자생하고 있다. 또한 오름 남동쪽 2km 지점의 연모에는 우리나라, 멸종위기인 순채(특정야생동물 식-56)군락지가 있고 이곳에는 17종의 수생식물이, 오름 주위에는 총 18종 123개체의 야생조류가 서식하고 있다. 오름 남쪽사면에는 소나무로 둘러싸인 포제단이 있으며, 지금도 김녕리 마을 주민들은 이 포제단에서 마을의 번영과 무사안녕을 비는 마을제를 지낸다.

## 기념물 지정사유
제주도내 고려말 - 조선시대에 조성된 방형석곽묘는 대부분 원형이 훼손되거나, 이장되어 제주도 묘제사 연구를 위해서 원형의 방형 석곽묘의 보존이 필요하다.
김녕리 묘산봉 광산김씨 방묘는 고려말 조선시대에 조성된 방묘로서 묘제의 축조양식과 매장방법 등이 제주도 묘제 변천사에 중요한 단서를 제공하는 자료로서 학술적, 문화재적 가치가 높이 평가되고 있어 향토문화 보존에 필요하다고 인정된다.

## 참고 자료
- 김녕리묘산봉광산김씨방묘 - 국가유산청 국가유산포털